# Absolute Duo
Absolute Duo (яп. アブソリュート・デュオ, Abusoryūto Duo, укр. Абсолютний дует) — японська серія ранобе автора Такумі Хііраґібосі й ілюстратора Ю Асаби. Media Factory опублікувала сім томів з 2012 р. під лейблом MF Bunko J. Існують дві манґа-адаптації. Трансляція однойменного аніме-серіалу студії 8-Bit тривала з 4 січня по 22 березня 2015 р.

## Сюжет
Головний герой Тоуру вступає в академію Корьо, старшу школу, де студенти б'ються один з одним зі зброєю, відомою як Блейз (яп. 焔牙/ブレイズ), щоб стати майбутніми миротворцями. Хоча більшість студентів проявляють свої блейзи, як зброю ближнього бою, здатність Тора проявляється у вигляді щита, що робить його нерегулярним (яп. イレギュラー). Школа використовує спеціальну систему дуетів, в якій присвоюються студентам їх ідеальні партнери. Тор працює в парі з Юлією Сігтуною, красунею зі Скандинавії, і він повинен жити в одній кімнаті з нею.

## Персонажі

### Головні
- Тоору Коконое (яп. 九重 透流)

Центральний чоловічий персонаж, оповідач ранобе. Він гарний молодий хлопець і добре збудований, трохи вище, ніж в середньому підлітки чоловічої статі. Має каштанове волосся і коричнево-золотисті очі. Як правило, одягнений у свою шкільну форму, що складається з білої сорочки з синьою краваткою, чорної куртки і пари синіх штанів. Коли він знаходиться в гуртожитку з Юлією, носить білу сорочку і шорти.
Вступив в академію Корьо з надією стає сильніше, тому що тільки так він може помститися за смерть своєї маленької сестри Отохи. Названий нерегулярним за те, що використовує щит для блейза. Пізніше дізнається про потужну атаку-удар у використанні в поєднанні з щитом. Юлія іноді ставиться до нього, як Тора зі скандинавської міфології.
Тоору є одним з лише двох відомих людей, які володіють нерегулярним блейзом. Коконое прагне завжди захистити інших людей своєю силою, і він сам це визнає. Його блейз неможливо чи набагато складніше зламати та нагадує волю свого хазяїна. Після ін'єкції Лукіфера отримує можливість проявити айгіс-бажання, синій енергетичний бар'єр, здатний захистити себе і союзників у великому радіусі. Тоору дуже рухливий і може побити більшість ворогів своїми навичками з бойових мистецтв. Він показаний, як дуже досвідчений в ударах руками і ногами, тим більше що він не має ніякого формального зброю. З тих пір, як хлопець отримав знак Астар, він посилив потужний удар спеціальною атакою, вона приділяє велику кількість енергії і сили, що дозволяє розширити її радіус приблизно на фут. У цьому стані Тоору здатний похитнути підлогу і знести цілі будівлі. Використовувати цей тип атаки не можна більш ніж два рази на день, і що більшість жінок, які не дуже добре підготовлені, не здатні на це. Хоча з розвитком сюжету Коконое стає сильнішим і порушує це правило.
Тоору — добрий за характером хлопець, він дружня особистість і простий у спілкуванні, через що подобається дівчатам. Коконое готовий підтримати своїх друзів і захистити їх, його безтурботні риси дозволяють йому приймати недоліки партнера без особливих проблем.
Улюблена їжа Тоору — м'ясо, хоча він може терпіти будь-який тип овочів через відсутність різноманітності в його харчуванні, Тачібана і Хотака дають йому тарілку овочів кожного дня. Як і будь-який користувач блейза, Тоору має знак Астар, розташований на грудях. Його партнер — Юлія Сіґутуна.
- Юлія Сігтуна[1] (яп. ユリエ・シグトゥーナ)

Центральний жіночий персонаж, дуже красива молода дівчина з рубіново-червоними очима і сріблястим волоссям з двома хвостиками і двома чорними стрічками з кожного боку, що спускається до стегон. Описується своїми однолітками, неначе лялька, її шкіра дуже бліда, біла, як сніг. Вона носить нормальний одяг академії Корьо за винятком випадків, коли в гуртожитку з Тоору, під час чого носить сорочку з довгими рукавами.
На початку сюжету Юлія — холодна особистість, Тоору доводиться стежити за кожним її кроком, але з часом дівчина відкривається подругам більше. Сігтуна також трохи сором'язлива і тиха, але вона все розуміє і не висловлює просто свої почуття голосно. Загалом поведінка у дівчини природна, вона добра і мила, готова слухати Тоору і його проблеми, найбільш відкрита для нього особа, тому в дуеті вони схожі і мають однакові цілі. Її тип крові — A, день народження — 1 квітня. Вона не вміє плавати.
Принцеса з європейської країни Гімл в Скандинавії. Її блейз типу меч, відомий як подвійні клинки. Здатна швидко приймати рішення й атакувати, чинити тиск на своїх ворогів, дуже майстерна у фехтуванні. Причина, чому вона приїхала в Японію і вступила до академії, тому що хоче стати сильніше, щоб помститися за смерть свого батька, шрам на спині служить нагадуванням про жахливий інцидент. Вбивця сестри Тора та вбивця родича Юлії — одна і та ж людина, через це Сігтуна шукає Тора допомогти і навчити її остаточному руху (англ. Final Move). Юлія часто говорить «Так», щов Данії/Швеції/Норвегії звучить як «Ja». Її партнер — Тоору Коконое.
- Томое Тачібана (яп. 橘 巴)

Одна з жіночих центральних персонажів, однокласниця Тоору і Юлії. Томое має темно-синє волосся з жовтим наголов'ям, помаранчеві очі і світлу шкіру. В аніме колір її очей змінено на більш світло-коричневі. Спеціаліст з бойових мистецтв, у тому числі дзюдо. Отримала високу оцінку, щоб бути розумним і талановитим студентом.
Типова ямато надесіко, піклується про близьких людей, особливо партнера Міябі, яку, незважаючи на слабкість, вибирає, щоб сформувати дует. Сильна в бойових мистецтвах, будучи вегетаріанцем вона часто дає Тоору тарілку овочів для підтримки його сили. Завжди радить, щоб той їв овочі для збалансованої дієти і відновлення витривалості та сили. Її блейз — кусарігама.
- Міябі Хотака (яп. 穂 高 み や び)

Один з центральних жіночих персонажів, повненька дівчина, утворює дует з Томое. Вона також в класі Тору і, як правило, сором'язлива щодо інших. З часом починає розуміти, що закохана в Тору і зізнається. Її блейз — величезні і важкі списи, який здатні причинити великі руйнування.
- Ліліт Брістол (яп. リーリス・ブリストル)

Один з центральних жіночих персонажів, трансферний студент з Англії з багатої родини. Виняткова особистість, яка в молодому віці навчилася стріляти і полювати, однак, вона також егоїстична і зарозуміла. Приїхала до Японії, щоб сформувати дует з Тору, послухавши новини про його здібності, проте, до її розчарування Тору відмовляється. Пізніше закохується в хлопця і заявляє, що він — її майбутній чоловік і намагається завоювати його серце. Хоча вона офіційно вступила в академію Корьо, ніколи не відвідує заняття, стверджуючи, що вже закінчила навчання давно, тому воліє тинятися навколо шкільному саду, потягуючи чай з її довіреною Сарою. Її зброя — гвинтівка, вона чудовий стрілець. Хоча дівчина озброєна зброєю, яка може стріляти здалеку, вона на диво дуже гнучка, щоб поцілити в упор.

### Другорядні
- Сакуя Цукомо (яп. 九十九 朔夜)

Голова академії, завжди носить сукню у стилі готична лоліта. Її спосіб навчання у школі настільки безжальний, що вона фактично заохочує боротьбу серед студентів. Відома як блейз діаболіка.
- Ріто Цукімі (яп. 月見 璃兎)

Класний керівник Тору, яка завжди енергійна і одягається як покоївка з вухами кролика, значно турбується про весь свій клас. Вона має дві особистості: перша завжди по-дитячому і щаслива людина, яка любить називати своїх студентів різними іменами, в той час як друга постійно свариться, садистська і безжальна. Її блейз — меч.
- Імарі Накаґура (яп. 永倉 伊万里 Nagakura Imari?)

Імарі — перша людина, з якою Тору розмовляє в школі. Однак, вона незабаром виключена після поразки від Тору під час бойового іспиту. Її блейз складається з одного меча, яким вона володіє, як катаною. Вона з'являється знову, коли клас Тору відправлений у навчальний табір на віддалений острів.

## Медіа

### Ранобе
Перший том ранобе опублікований 24 серпня 2012 р. видавництвом Media Factory під лейблом MF Bunko J. Станом на грудень 2014-го опубліковано сім томів.
| №  | Назва                        | Дата виходу       | ISBN                   |
| -- | ---------------------------- | ----------------- | ---------------------- |
| 1  | 告白は蒼刻の夜に             | 24 серпня 2012    | ISBN 978-4-04-066487-3 |
| 2  | 嘘と真と赤い紅               | 25 грудня 2012    | ISBN 978-4-04-066470-5 |
| 3  | 渚に揺れる恋物語り           | 25 червня 2013    | ISBN 978-4-8401-5228-0 |
| 4  | 黎明せし異能の境界           | 25 листопада 2013 | ISBN 978-4-04-066029-5 |
| 5  | 闇ノ銀狼、光ノ深淵           | 25 березня 2014   | ISBN 978-4-04-066312-8 |
| 6  | 風と焔と雷と                 | 25 липня 2014     | ISBN 978-4-04-066911-3 |
| 7  | 禁忌の果実                   | 25 грудня 2014    | ISBN 978-4-04-067312-7 |
| 8  | Memories Connect             | 25 березня 2015   | ISBN 978-4-04-067473-5 |
| 9  | ashes to ashes,              | 24 липня 2015     | ISBN 978-4-04-067717-0 |
| 10 | Dust to Dust (dust to dust.) | 25 січня 2016     | ISBN 978-4-04-068036-1 |
| 11 | Jeg kan lide dig,            | 25 липня 2016     | ISBN 978-4-04-068455-0 |

### Манґа
Публікація манґи розпочалася Media Factory у сейнен-журналі Monthly Comic Alive 27 квітня 2013 р. Інша комедійна адаптація Absolute Duo Tea Party (яп. アブソリュート・デュオ) з ілюстраціями Тору Ойваку публікується з 27 жовтня 2014 р.

### Аніме
Аніме-адаптація студії 8-Bit анонсована Media Factory у 2014 р. на Літньому шкільному фестивалі. Трансляція тривала на Tokyo MX, Sun Television, Kyoto Broadcasting System, Television Aichi Broadcasting і Nippon BS Broadcasting з 4 січня по 22 березня 2015 р.
Опенінг «Absolute Soul» виконує Кономі Судзукі, перший ендінг «BelievexBelieve» — Нодзомі Ямамото, другий ендінг «Apple Tea no Aji» (яп. アップルティーの味) — Нодзомі Ямамото і Харука Ямадзакі, третій ендінг «2/2» — Аяка Імамура і Аяка Сува.